# Campeonato de Lituania de Ciclismo en Ruta
Los Campeonatos de Lituania de Ciclismo en Ruta se organizan anualmente desde el año 1997 para determinar el campeón ciclista de Lituania de cada año. El título se otorga al vencedor de una única carrera. El vencedor obtiene el derecho a portar un maillot con los colores de la Bandera de Lituania hasta el Campeonato de Lituania del año siguiente.

## Palmarés

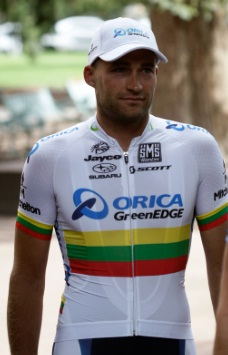
Tomas Vaitkus con el maillot de campeón de Lituania, en 2013.

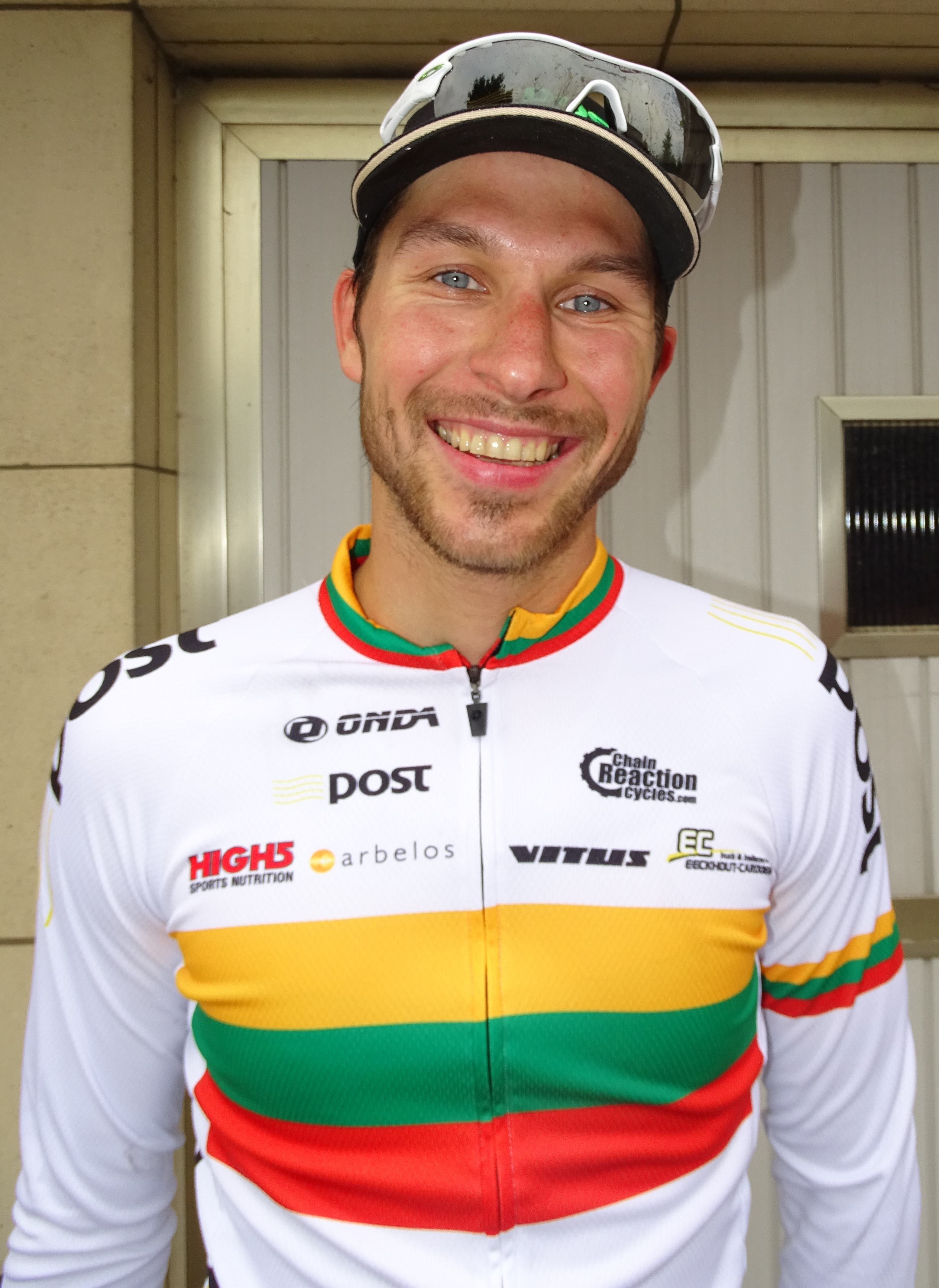
Aidis Kruopis con el maillot de campeón de Lituania, en 2015.

| Año  | Ganador              | Segundo              | Tercero               |
| 1997 | Darius Strole        | Raimondas Vilčinskas | Linas Balciunas       |
| 1998 | Arnoldas Saprykinas  | Raimondas Rumsas     | Darius Strole         |
| 1999 | Saulius Ruškys       | Arnoldas Saprykinas  | Saulius Sarkauskas    |
| 2000 | Vladimir Smirnov     | Remigius Lupeikis    | Saulius Ruškys        |
| 2001 | Raimondas Rumsas     | Saulius Ruškys       | Vladimir Smirnov      |
| 2002 | Remigius Lupeikis    | Mindaugas Goncaras   | Saulius Ruškys        |
| 2003 | Vytautas Kaupas      | Tomas Vaitkus        | Aivaras Baranauskas   |
| 2004 | Tomas Vaitkus        | Raimondas Vilčinskas | Aivaras Baranauskas   |
| 2005 | Aivaras Baranauskas  | Raimondas Rumsas     | Vytautas Kaupas       |
| 2006 | Dainius Kairelis     | Ignatas Konovalovas  | Raimondas Rumsas      |
| 2007 | Ramūnas Navardauskas | Ignatas Konovalovas  | Dainius Kairelis      |
| 2008 | Tomas Vaitkus        | Andris Buividas      | Marius Kukta          |
| 2009 | Egidijus Juodvalkis  | Gediminas Bagdonas   | Vismantas Mockevičius |
| 2010 | Vytautas Kaupas      | Ramūnas Navardauskas | Aidis Kruopis         |
| 2011 | Ramūnas Navardauskas | Gediminas Bagdonas   | Aidis Kruopis         |
| 2012 | Gediminas Bagdonas   | Ramūnas Navardauskas | Aidis Kruopis         |
| 2013 | Tomas Vaitkus        | Ignatas Konovalovas  | Evaldas Šiškevicius   |
| 2014 | Paulius Šiškevičius  | Darijus Džervus      | Ignatas Konovalovas   |
| 2015 | Aidis Kruopis        | Ramūnas Navardauskas | Egidijus Juodvalkis   |
| 2016 | Ramūnas Navardauskas | Tomas Vaitkus        | Paulius Šiškevičius   |
| 2017 | Ignatas Konovalovas  | Gediminas Bagdonas   | Darijus Džervus       |
| 2018 | Gediminas Bagdonas   | Ramūnas Navardauskas | Evaldas Šiškevicius   |
| 2019 | Ramūnas Navardauskas | Adomaitis Rojus      | Venantas Lašinis      |
| 2020 | Gediminas Bagdonas   | Venantas Lašinis     | Justas Beniušis       |
| 2021 | Ignatas Konovalovas  | Aivaras Mikutis      | Evaldas Šiškevicius   |
| 2022 | Venantas Lašinis     | Aivaras Mikutis      | Ignatas Konovalovas   |
| 2023 | Rokas Adomaitis      | Venantas Lašinis     | Ignatas Konovalovas   |
| 2024 | Venantas Lašinis     | Aivaras Mikutis      | Rokas Kmieliauskas    |
| 2025 | Aivaras Mikutis      | Eimantas Gudiškis    | Nikolas Klimavičius   |